# Arçelik
Az Arçelik Törökország egyik legsikeresebb vállalata, Törökország legnagyobb vállalatának, a Koç Holdingnak a tulajdona. A cég tartós fogyasztási cikkeket, mosógépeket, hűtőgépeket, sütőket, mosogatógépeket, kisebb háztartási gépeket és szórakoztatóelektronikai cikkeket (televízió) gyárt. Termékeit ma több mint 100 országban, főként hipermarketekben és háztartási gépekre specializálódott kereskedelmi láncok üzleteiben forgalmazza. A cégnek több mint 400 fajta terméke van, melyekkel több innovációs és dizájn díjat is elnyertek.

## Története
Az Arçeliket 1954-ben alapították, 2005-ben a vállalat bevételei meghaladták a 3 milliárd eurót, ami az előző évhez képest 14%-os növekedést jelent. A cég termékeinek 40%-át exportálja, Nagy-Britannia háztartásigép-piacán a harmadik helyet foglalja el, a BEKO elnevezésű márkája pedig első az angol hűtőgéppiacon. 2007-ben a külföldi eladások 28%-kal nőttek.

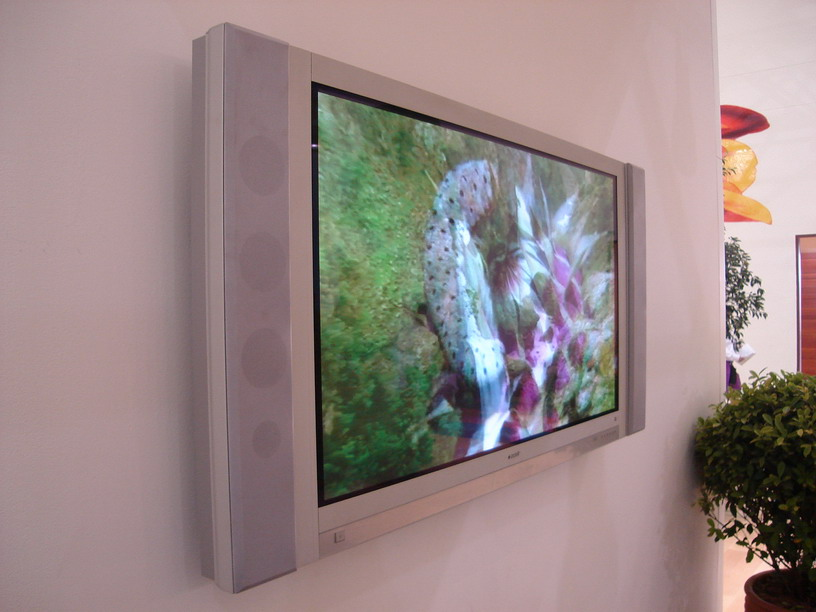
Arçelik televízió

Hűtőgépeik elnyerték az Európai Közösség European Energy+ díját kivételes energiatakarékosságuk miatt. Az Arçelik 2006-ban 8 találmányt szabadalmaztatott az Amerikai Egyesült Államokban, 51-et pedig Európában. 2003-ban a Financial Times melléklete, a The Banker az Év Törökországi Cége díjat adományozta az Arçeliknek, folyamatos növekedése, a technikai fejlődés iránti elkötelezettsége és biztos pénzügyi alapjai elismeréseképpen. A cég Telve illetve Keyf márkanév alatt forgalmazott törökkávé-főző különlegessége 2004-ben megkapta az IF Industrial Design Award díjat.
A cég részvényeivel kereskednek az Isztambuli tőzsdén (ISE).

## Márkái
- Arçelik
- Beko
- Altus
- Blomberg
- Elektra Bregenz
- Arctic
- Leisure
- Flavel
- Arstil
- Grundig[6]